# Rufus (acteur)
Rufus, geboren als Jacques Narcy, (Riom, 19 december 1942) is een Franse acteur.

## Carrière
Rufus speelde sinds 1967 als lid van het Café de la Gare. In 1973 speelde hij naast Francis Huster en Brigitte Bardot in L'histoire très bonne et très joyeuse de Colinot trousse-chemise (1973) van Nina Companeez, in 1974 naast Bulle Ogier in Mariage van Claude Lelouch en werd hij in 1975 bekend met Lily, aime-moi van Maurice Dugowson. In Duitsland is hij vooral bekend door Jonas qui aura 25 ans en l'an 2000 (1976) van Alain Tanner en door The Tenant (1976) van Roman Polański. Tot zijn latere successen behoren de kelderbewoner Robert Kube in Delicatessen (1991), de harmonicaspeler in Le radeau de la Méduse (1998), de jood Mordechai in Train de vie (1998) en de vader van Amélie, Raphael Poulain in Le Fabuleux Destin d'Amélie Poulain (2001).

## Onderscheidingen
- 2013 Ordre des Arts et des Lettres

## Filmografie
- 1967 - Les encerclés
- 1969 - Les Patates (Claude Autant-Lara)
- 1969 - Mr. Freedom
- 1969 - Erotissimo (Gérard Pirès)
- 1970 - Peau d'âne (Jacques Demy)
- 1970 - Cran d'arrêt (Yves Boisset)
- 1970 - Un condé (Yves Boisset)
- 1970 - Promise at Dawn (Jules Dassin)
- 1970 - Un aller simple (José Giovanni)
- 1971 - L'alliance
- 1971 - Fantasia chez les ploucs
- 1971 - L'amour c'est gai, l'amour c'est triste
- 1971 - Laisse aller ... c’est une valse (Georges Lautner)
- 1971 - Où est passé Tom? (José Giovanni)
- 1972 - Les Camisards (René Allio)
- 1973 - L'Histoire très bonne et très joyeuse de Colinot trousse-chemise (Nina Companeez)
- 1974 - Un Nuage entre les dents (Marco Pico)
- 1974 - Mariage (Claude Lelouch)
- 1975 - Lily, aime-moi (Maurice Dugowson)
- 1976 - The Tenant (Roman Polanski)
- 1976 - Jonas qui aura 25 ans en l'an 2000 (Alain Tanner)
- 1977 - March or Die (Dick Richards)
- 1978 - La Part du feu (Étienne Périer)
- 1979 - La guerre des polices (Robin Davis)
- 1983 -  Eréndira (Ruy Guerra)
- 1985 - Zahn um Zahn (Hajo Gies)

- 1985 - Le tueur du dimanche
- 1986 - Les exploits d'un jeune Don Juan
- 1987 - Soigne ta droite (Jean-Luc Godard)
- 1987 - L'Autrichienne (Pierre Granier-Deferre)
- 1990 - Promotion canapé (Didier Kaminka)
- 1990 - Lacenaire (Francis Girod)
- 1991 - Delicatessen (Jean-Pierre Jeunet en Marc Caro)
- 1995 - La cité des enfants perdus (Jean-Pierre Jeunet en Marc Caro)
- 1995 - Les Misérables (Claude Lelouch)
- 1997 - Metroland (Philip Saville)
- 1998 - Que la lumière soit!
- 1998 - Le radeau de la Méduse (Iradj Azimi)
- 1998 - Train de vie (Radu Mihaileanu)
- 2001 - Le Fabuleux Destin d'Amélie Poulain (Jean-Pierre Jeunet)
- 2003 - Saint-Germain ou la négociation
- 2004 - À ton image
- 2004 - Un long dimanche de fiançailles (Jean-Pierre Jeunet)
- 2004 - Iznogoud
- 2005 - Qui m’aime me suive
- 2007 - Sa Majesté Minor (Jean-Jacques Annaud)
- 2009 - Liberté (Korkoro) (Tony Gatlif)
- 2011 - Crédit pour tous
- 2013 - Marius (Daniel Auteuil)
- 2014 - Salaud, on t'aime (Claude Lelouch)
- 2016 - Bienvenue à Marly-Gomont
- 2017 - Chacun sa vie (Claude Lelouch)

- Biblioteca Nacional de España: XX1505936
- Bibliothèque nationale de France: cb11923113m (data)
- Gemeinsame Normdatei: 141325232
- International Standard Name Identifier: 0000 0001 2141 9490
- Library of Congress Control Number: n2002029822
- MusicBrainz: 3c7a883c-765b-4868-ae3a-6923e9f96eff
- Nationale Bibliotheek van Tsjechië: pna2007389163
- Nationale Bibliotheek van Israël: 987007327507605171
- Système universitaire de documentation: 027115348
- Virtual International Authority File: 85117011
- WorldCat: E39PBJbxDF6b7pDwBx8FKdpByd